# Koralbok

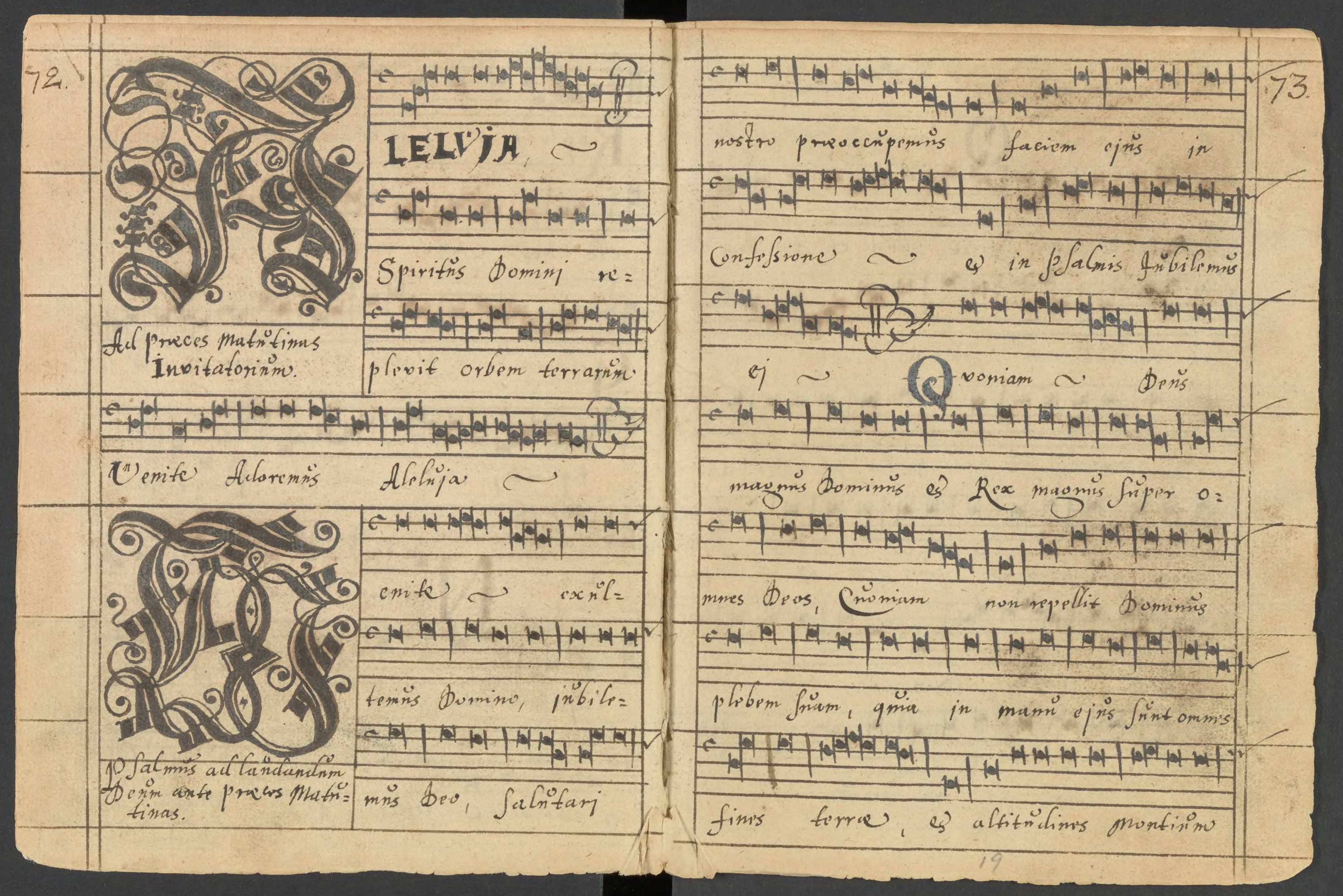
Sida ur en koralbok från Ålems kyrkoarkiv, 1645.

En koralbok är en typ av sångböcker vars primära innehåll är att ange noter för psalmer. Omfattningen av innehållet varierar. I gamla koralböcker förekommer att enbart noterna är med, i moderna kan en eller flera verser av texten förekomma samt uppgifter om ursprung, upphovsman, tidigare tryckta källor för berörd melodi samt vilka andra psalmer som använder samma melodi. Melodins så kallade "huvudtext" avser den psalm som anges som den vars melodi är densamma, den kan variera mellan psalmböckernas olika årgångar vilket kan försvåra identifiering av melodider.

## Koralböcker av officiell karaktär
Dels förekommer koralböcker som är officiellt antagna som anvisningar för vilka melodier som skall användas, det berör endast koralböcker för Svenska kyrkans psalmböcker.
- 1697 års koralbok för melodier till 1695 års psalmbok
- Haeffners koralbok för melodier till Wallinska psalmboken (1819).
- Koralbok för Nya psalmer, 1921 separat koralbok för melodier till det psalmbokstillägg som gavs ut 1921 med officiell status, men ändå inte en helt ny psalmbok, utan ett komplement till 1819 års psalmbok.
- 1921 års koralbok med 1819 års psalmer är en komplett koralbok med både de gamla och de nya psalmerna, några enstaka melodier från 1819 års koralbok är ändrade samtidigt.
- 1939 års koralbok
- 1942 Den svenska mässboken Del 1. Musiken till högmässan jämte Brudmässan och Begravningsmässan.
- 1986 års koralbok, utgiven i två delar.

## Andra koralböcker & notskrifter
Det förekommer många utländska koralböcker, som fungerat som förebilder för svenska koralböcker och koralböcker utgivna innan officiellt antagen status infördes med 1695 års psalmbok med dess koralbok. Äldre handskrivna eller tryckta koralböcker utgavs också av kompositörer, självständiga psalmboksutgivare och samfund.
Många av koralerna i den svenska koraltraditionen härstammar från reformationstiden. De första psalmböckerna under reformationen togs fram av Luther själv eller i samarbete med Luther.

### Utländska
I kronologisk ordning
- 1524 Etlich Christlich Lieder (kallad Achtliederbuch) tryckt i Nürnberg (men maskerad som Wittenberg)
- 1524 Erfurter Enchiridion
- 1524 Geystliche gesangk Buchleyn, Wittenberg av Johann Walther i samarbete med Martin Luther
- 1525 Etliche Christliche Gesenge vnd psalmen tryckt i Erfurt
- 1525 Teutsch Kirchenampt Strassburg troligen samma som Strassburger Teutsch Kirchenampt
- 1526 Deudsche Messe und Ordung Gottesdientsts Luthers koral skriven i Wittenberg 1526.
- 1529 Rostockerhandboken från Danmark.
- 1529-1545 Geistliche Lieder tryckt av bokutgivaren Joseph Klug 1535 i Wittenberg
- 1530 Ain schöns newes Christlichs Lyed separattryck
- 1536 Schöne auserlesene Lieder des hochberümten H. Finkens tryckt i Nürnberg
- 1540 Concentus novi trium vocum accomodati Hans Kugelmanns körverk tryckt i Augsburg.
- 1541 Einzeldruck
- 1542 Christliche Kirchen-Ordnung från Erfurt
- 1542 Ein schön Geistlich Sangböck av dansktysken Christian Adolph Nystad utgiven i Magdeburg
- 1542 La forme des prières et chants ecclésiastiques Genève
- 1551 Octante trois psaumes de David "de l'imprimerie de Jean Crespin"
- 1553 Der Psalter, In Newe Gesangs weise und künstliche Reimen gebracht med Burkhard Waldis kompositioner, Frankfurt
- 1568 Newe Teutsche Liedlein tryckt i Nürnberg med verk av Antonio Scandelli
- 1569 Thomissöns koralbok tryckt i Danmark
- 1578 Schöne kurzweilige teutsche Lieder profana kompositioner av Jakob Regnart utgivna i Nürnberg
- 1589 Kurze Comödie von der Geburt Christi von Pondo av Georg Pfund
- 1599 Freudenspiegel des ewigen Lebens av Philipp Nicolai
- 1623 Geistliche Kirchensäng, som trycktes i Köln
- 1625 As hymnodus sacer Leipzig
- 1628 New Mayntzisch Gesangbuch
- 1640 Newes vollkömmliches Gesangbuch Augspurgischer Confession, Berlin av Johann Crüger
- 1641 Arien oder Melodeyen utgiven av Heinrich Albert i Königsberg (Kaliningrad)
- 1642 Himmlischer Lieder av Johann Risten utgiven i Lüneburg.
- 1647-1653 Praxis pietatis melica flera koralböcker i en serie av Johann Crüger från Berlin
- 1648 New Ordentlich Gesangbuch
- 1653 D.M. Luthers Und anderer vornehmen geistreichen und gelehrten Männer Geistliche Lieder und Psalmen tryckt i Berlin
- 1662 Viertes Zehn geistlicher Arien utgiven av Johann Rudolph Ahle
- 1694 Hundert ahnmutig und sonderbahr geistlicher Arien utgiven i Dresden
- 1699 Darmstädtisches Gesangbuch utgiven i Darmstadt
- 1704 Gesangbuch av Johan Anastasius Freylinghausen
- 1714 Neues geistreiches Gesangbuch av Johan Anastasius Freylinghausen utgiven i Halle im Waysenhause
- 1731 Des Evangelischen Zions Musicalische harmonie av Kornelius Heinrich Dretzel
- 1738 Harmonischer Lieder- Schatz oder Allgemeines Evangelisches Choral-Buch (Königs koralbok) av Johann Balthasar König
- 1825 Tscherlitzkys Choralbuch med kompositioner av eller skriven av Joseph Gratz

### Svenska
I kronologisk ordning
- 1553 Een lijten Song-book
- 1616 (Koralbok med okänd titel)
- 1630 Kalmarhandskriften
- 1646 Mönsteråshandskriften
- 1675 Rappehandskriften
- 1694 Riddarholmskyrkans handskrivna koralbok
- 1700 Ovikens kyrkas handskrivna koralbok från senare hälften av 1700-talet
- 1783 Then svenska psalmbokens melodier affattade och nödtorftligen förbättrade "af Ferdinand Zellbell. O Hagström Er Carlström" 1783
- 1800 Voglers choral-Bok av Georg Joseph Vogler.
- 1905 Johan Lindegrens koralbok utgiven i Stockholm.
- 1919 & 1921 Musik till Samlingstoner